# Rural Municipality of Kinistino No. 459
Kinistino No. 459 ist eine Landgemeinde (Rural Municipality) im Zentrum der kanadischen Provinz Saskatchewan. Sie hat ihren Verwaltungssitz in der Kleinstadt (englisch „Town“) Kinistino, welche als eigenständige Enklave innerhalb des Gemeindegebietes liegt. Die Gemeinde gehört statistisch zur Saskatchewan Census Division No. 15 und ist Teil der SARM Division No. 5.
Kinistino No. 459 liegt im Bereich des Aspen Parkland und grenzt im Nordwesten an den South Saskatchewan River sowie im Nordosten dann an den Saskatchewan River.
Im südwestlichen Bereich quert der Highway 3 das Gemeindegebiet in Ost-West-Richtung.

## Geschichte
Die Gemeinde wurde am 11. Dezember 1911 eingerichtet (englisch „incorporated“).
Am Morgen des 4. Septembers 2022 fand in der Region, hauptsächlich in dem Indian reserve (Indianerreservat) „James Smith Indian Reserve No. 100“ und dem nahe gelegenen Dorf Weldon, ein Massaker statt. Bei dem Massaker wurden zehn Menschen getötet und fünfzehn weitere verletzt. Der erste der beiden Tatverdächtigen wurde am 5. September 2022 noch in der Nähe der Tatorte tot aufgefunden, der zweite wurde am 7. September 2022 nahe der Gemeinde Rosthern schwer verletzt aufgefunden und verstarb kurz nach der Verhaftung.

## Demographie
Der Zensus im Jahr 2021 ergab für die Gemeinde eine Bevölkerung von 604 Einwohnern, nachdem der Zensus im Jahr 2016 für die Gemeinde noch eine Bevölkerung von nur 554 Einwohnern ergeben hatte. Die Bevölkerung hat damit im Vergleich zum letzten Zensus im Jahr 2016 deutlich stärker als der Trend in der Provinz um 9,1 % zugenommen, während der Provinzdurchschnitt bei einer Bevölkerungszunahme von 3,1 % lag. Im letzten Zensuszeitraum von 2011 bis 2016 hatte die Bevölkerung noch entgegen dem Trend stark um 9,6 % abgenommen, bei einer durchschnittlichen Bevölkerungszunahme von 6,3 % in der Provinz.
Im Rahmen des „Census 2021“ wurde für die Gemeinde ein Medianalter von 45,6 Jahren ermittelt. Das Medianalter der Provinz lag 2021 bei nur 38,8 Jahren. Das örtliche Durchschnittsalter lag bei 42,6 Jahren, bzw. bei 39,8 Jahren in der Provinz. Beim „Census 2016“ wurde für die Gemeinde noch ein Medianalter von 45,0 Jahren ermittelt und für die Provinz von 37,8 Jahren.

## Gemeinden

### Eigenständige Gemeinden
Town
- Kinistino

Village
- Weldon

### Nicht eigenständige Gemeinden
- Brockington
- Fort a la Corne
- North Star
- Pahonan
- Pine Bluff

### Indianerreservationen
Folgende Reservationen werden vom Gemeindegebiet umschlossen, unterliegen jedoch nicht der Verwaltung durch die Gemeinde.
- James Smith No. 100
- Cumberland No. 100A